# Rhizotrogus chevrolati
Rhizotrogus chevrolati är en skalbaggsart som beskrevs av Mariano de la Paz Graells 1858. Rhizotrogus chevrolati ingår i släktet Rhizotrogus och familjen Melolonthidae. Inga underarter finns listade i Catalogue of Life.